# 2. pehotna divizija (ZDA)
2. pehotna divizija (izvirno angleško 2nd Infantry Division, kratica 2ID) je pehotna divizija Kopenske vojske Združenih držav Amerike. Njena trenutna primarna naloga je obramba Južne Koreje v prvi fazi možne severnokorejske invazije, dokler ne bi ostale ameriške in južnokorejske enote prispele na bojišče. Velja za najbolj bojno pripravljeno divizijo Kopenske vojske ZDA.
Med 1. svetovno vojno je diviziji dvakrat poveljeval general Korpusa mornariške pehote ZDA: brigadni general Charles A. Doyen in generalmajor John Archer Lejeune; do danes sta edina generala mornariške pehote v ameriški vojaški zgodovini, ki sta poveljevala diviziji Kopenske vojske.
Kot edina divizija v Kopenski vojski ZDA je delno sestavljena iz južnokorejskih vojakov – del programa KATUSA (Korejska dopolnitev Kopenske vojske ZDA), ki je pričel delovati leta 1950; maja 2006 je bilo v sestavi 2. pehotne divizije okoli 1.100 južnokorejskih vojakov.
Ob prelomu 20. in 21. stoletja je bila 2. pehotna divizija najmočneje oborožena divizija med vsemi divizijami; divizija je tako imela 3 operativne brigade, aviacijsko brigado, divizijsko artilerijo, inženirsko brigado in divizijsko podporno poveljstvo. Divizijska artilerija je bila največja v celotni Kopenski vojski ZDA in bila opremljena z največ M270 MLRS.

## Zgodovina

### Prva svetovna vojna
Divizija je bila ustanovljena 21. septembra 1917 v Regularni vojski kot Štab, 2. pehotna divizija, nakar pa je bila 26. oktobra istega leta organizirana v Bourmontu (Francija). Ob organizaciji je bila sestavljena sledeče: 3. brigada (9. in 23. pehotni polk), 4. marinska brigada (5. in 6. marinski polk), poljski artilerijski bataljon in podporne enote.
Med vojno je diviziji dvakrat poveljeval general Korpusa mornariške pehote ZDA: brigadni general Charles A. Doyen in generalmajor John Archer Lejeune; sta edina generala mornariške pehote v ameriški vojaški zgodovini, ki sta poveljevala diviziji Kopenske vojske.
Zimo 1917–1918 je divizija preživela v nenehnemu urjenju, ko so se diviziji pridružili veterani Francoske kopenske vojske ter jih učili. Kljub temu, da so jih Francozi označili za nepripravljene, jih je Ameriška ekspedicijska sila (AEF) poslala v boj v zadnjem poskusu, da bi zaustavili nemški prodor proti Parizu. Med bitko za Belleau Wood je divizija doživela svoj ognjeni krst, nato pa je sodelovala v bitki za Chateau Thierry, kjer je odločilno pripomogla k zlomu nemške obrambe. Pozneje je sodelovala še v bitkah za Soissons in za Mont Black, zakar je prejela Fourragere in Croix de Guerre. Pozneje je sodelovala še v bitki za Argonski gozd, v kateri so dokončno zlomili nemški odpor na zahodni fronti. Po koncu vojne je bila divizija poslana v Nemčijo, kjer je ostala kot del okupacijske sile do aprila 1919. V ZDA se je vrnila julija istega leta. Med celotno vojno je divizija v bojih izgubila 1.964 vojakov (skupaj z marinci 4.478), medtem ko je bilo 9.782 ranjenih (z marinci 17.752).

### Medvojna leta
Po vrnitvi v ZDA je bila poslana v Fort Sam Houston (San Antonio, Teksas), pri čemer je ostala ena od le treh divizij, ki so ostale v izvirni sestavi in na aktivnem služenju v celotnem medvojnem obdobju. Divizija je bila 23 let nastanjena v Teksasu, kjer so jo uporabljali kot eksperimentalno enoto, na kateri so preizkušali nove koncepte bojevanja, oborožitev in opremo. Leta 1940 je bila kot prva preoblikovana v trikotniško strukturo. V tem času je divizija postala znana kot ustanoviteljica koncepta zračne mobilnost in protioklepnega bojevanja.
Med 3. in 27. januarjem 1940 je sodelovala na obsežnih manevrih v okolici Christine (Teksas); pozneje je sodelovala še v več večjih vojaških vajah: Horton, Teksas (26. april - 28. maj), Cravens, Louisiana (16. - 23. avgust), Brownwood-Comanche, Teksas (1. - 14. junij 1941; to je bila vojaška vaja celotnega 7. korpusa), Mansfield, Louisiana (11. avgust - 2. oktober),... 27. novembra 1942 je divizija pričela s štirimesečnim zimskim urejenjem. Septembra 1943 je bil obveščena o svoji napotitvi na bojišče in bila 3. oktobra premeščena v Camp Chanks (Orangeburg, New York), kjer je čakala do 8. oktobra, ko je odplula iz New York Port of Embarkation. 17. oktobra so prvi elementi prispeli v Belfast (Severna Irska), od koder so jih nato prepeljali v Veliko Britanijo na nadaljnje urjenje.  

### Druga svetovna vojna
Po urjenju na Severnem Irskem in v Walesu (med oktobrom 1943 in junijem 1944) je divizija sodelovala v operaciji Overlord, ko je na Dan D+1 (7. junija) pristala na obali Omaha, blizu St. Laurent-sur-Mera. Potem, ko je prebila nemške položaje ob reki Aure, je 10. junija osvobodila Trevieres in nato 11. julija osvojila še strateško pomemben hrib 192, s katero so zagotovili nadzor nad cesto v St. Lô. Tu je ostala do 26. julija, ko je bila poslana preko Vira in 15. avgusta je osvobodila še Tinchebray. Nato je bila poslana na zahod, kjer je sodelovala v bitki za Brest; osvojili so ga šele 18. septembra po 39 dnevih bojevanja.
Med 19. in 26. septembrom je bila divizija na krajšem počitku, dokler je niso poslali v obrambo St. Vitha (Belgija), kamor je prispela 29. septembra. 3. oktobra je divizija prvič vstopila na področje Nemčije, nakar je 11. decembra dobila ukaz, da zajame jezove na reki Roer. Med ardensko ofenzivo je bila v obrambi Elsenborna, kjer je zaustavila nemški prodor. Februarja 1945 je divizija ponovno pričela ofenzivno delovati: osvojila je izgubljeno ozemlje in 4. marca osvojila Gemund. Čez 5 dni je dosegla Ren, nakar je napredovala južno; med 10. in 11. marcem je osvojila Breisig in nato med 12. in 20. marcem varovala remagenski most. 
Naslednji dan je prečkala reko in napredovala do Hadamarja in Limburga na Lahni, kjer je 28. marca zamenjala 9. oklepno divizijo. 6. aprila je prečkala reko Weser pri Veckerhagnu, 8. aprila zajela Göttingen, 14. aprila ustanovila mostišče preko Saale in naslednji dan zajela Merseburg. 18. aprila je zavzela Leipzig in prečkala reko Mulde, toda 24. aprila je morala nazaj, saj so divizijo zamenjali. Zato je bila med 1. in 3. majem poslana na nemško-češko mejo blizu Schonseeja in Waldmünchna, kjer je zamenjala 97. in 99. pehotni diviziji. 4. maja je vstopila v Češkoslovaško in napadala proti Pilsnu (češ. Plzeň), ki ga je osvojila na dan VE. Med celotno drugo svetovno vojno je divizija opravila 303 bojne dneve, pri čemer je v bojih padlo 3.031 vojakov in bilo ranjenih 12.785 (za posledicami ran je umrlo še dodatnih 457) vojakov..
20. julija 1945 je prispela nazaj v New York, od koder je čez dva dni prispela v Camp Swift (Bastrop, Teksas). Tu so pričeli z dodatnim urjenjem za načrtovano invazijo na Japonsko, a je do konca vojne ostala v Teksasu. 28. marca 1946 je prispela v Camp Stoneman (Pittsburg, Kalifornija), nakar pa so jo poslali v Fort Lewis (Tacoma, Washington), kamor je prispela 15. aprila. FOrt Lewis je postala domača baza, iz katere je divizija izvajala arktično, zračnotransportno, amfibicijsko in operativno urjenje.

### Korejska vojna
Potem, ko so poleti 1950 izbruhnili boji v Koreji, je bila 2. pehotna divizija postavljena v stanje pripravljenosti za premik na Daljnovzhodno poveljstvo ZDA.  
Divizija je bila v Korejo prepeljana z naslednjimi ladjami: USNS M. M. Patrick, USNS General C. G. Morton, USNS California Victory, USNS Sultan, USNS Funston, USNS Freeman, USNS Darby, USNS Towle, USNS Monmacson, USNS Arcadia, USNS New World, USNS Linfield, USNS Elko, USNS Greely, USNS Stewart, USNS Robinhead, USNS Mitchell, USNS Joplin, USNS Rutgers, USNS Wake Forest in USNS Collins. Medtem, ko je M. M. Patrick priplul v Korejo, zadnje ladje z divizijo še niso odplule iz ZDA.
Prvi deli divizije so prispeli v Pusan 31. julija 1950 in bili takoj poslani proti severu in sicer vasi Kyongsan, ki je postala sedež poveljstva divizije. 5. avgusta so prvi deli divizijie (1. bataljon 9. pehotnega polka in težkominometalna četa ter baterija A, 15. poljskega artilerijskega bataljona) poslani v boj. Baterija A je tako postala prva divizijska enota, ki je v korejski vojni izstrelila orožje na sovražnika in sicer že naslednji dan; pripadniki baterije so morali odbiti neposreden severnokorejski napad na njihove položaje.
10. avgusta so znotraj divizije ustvarili Task Force Bradley (3. bataljon 9. pehotnega polka, baterija C 15. poljskega artilerijskega bataljona, tankovska četa 9. pehotnega polka, četa A 2. inženirskega bataljona, 82. protiletalski bataljon), ki ji je poveljeval pomočnik divizijskega poveljnika; njena naloga je bila obramba baze pri Pohangdongu. Toda še predno so prišli do baze, je enota naslednji dan padla v severnokorejsko zasedo. S hudimi žrtvami je uspela prodreti do baze, kjer je ostala do 20. avgusta.
11. avgusta se je divizija v večjem številu (9. pehotna bojna skupina) spopadla s sovražnikom, ki je štel med 10.000 in 15.000 vojakov. V tem spopadu je bil ranjen podpolkovnik Fred L. Harrison, prvi bataljonski poveljnik v vojni. 15. avgusta so v boje posegli tudi 4 severnokorejski tanki, pri čemer je Američanom uspelo uničiti enega. Boji so trajali vse do 19. avgusta, ko se je 9. pehotna bojna skupina umaknila v zaledje. 
12. avgusta so 23. pehotno bojno skupino premestili v Miryang, kjer je bila operativno dodeljena 24. diviziji; čez štiri dni se je polk premaknil v Kyongju.
20. avgusta so zadnji divizijski elementi prispeli v Korejo; ta dan se je divizija premaknila severovzhodno od Miryanga.
Med 22. in 25. avgustom se je 2. bataljon 23. pehotnega polka spopadel s severnokorejskim polkom, ki ga je v bojih popolnoma razbil.
Istočasno je 2. pehotna divizija zamenjala 24. divizijo pri Naktongu; po drugi svetovni vojni je bila to prva divizijska priložnost, da se na fronti spopade s sovražnikom. Divizija je tako zasedla 56 km dolge položaje, ki so se raztezali od sotočja reke Naktong in Nam do mesta Hyonpung.
Divizijski obrambni položaji so se tako nahajali na področju manjših hribov, ki so bili nad počasno, relativno ozko reko z nizkim vodostajem.
27. avgusta so opazili, da sovražnik izdeluje začasne mostove, splave in čolne. Kljub ameriškemu artilerijskemu obstreljevanju so nadaljevali z delom. Zaradi tega so se javili štirje prostovoljci, ki so ponoči prečkali reko, polili splave z bencinom, ki so ga prinesli s seboj in se brez izgub vrnili nazaj; ob tem jih je preostala enota nenehno krila z avtomatskim ognjem.
Da bi bolj preprečili sovražnikovo zbiranje sil, so 31. avgusta sprožili operacijo Manchu, da bi celotna četa E 9. pehotnega polka prečkala reko. Toda še predno so lahko prečkali reko, so opazili vse večje premike severnokorejskih enot vzdolž njihovih položajev. Zaradi tega so odpovedali operacijo in sovražnikove položaje izpostavili močnemu artilerijskemu obstreljevanju. Kljub temu pa so ob 23:30 Severni Korejci sprožili napad preko reke. Divizijske enote so bile razporejene zelo na tanko, zato so na položaje premestili vse divizijske vojake. Najbolj so bili na udaru položaji 9. pehotnega polka. Pozneje so ugotovili, da je položaje 2. pehotne divizije napadlo 6 severnokorejskih divizij (2., 4., 9. in 10. strelska divizija ter 14. in  16. mehanizirana divizija.
Zaradi tega močnega pritiska so komunisti uspeli prebiti ameriške položaje na več mestih in posledično obkolili nekatere divizijske enote; zjutraj so vzpostavili močno mostišče. Opoldne 1. septembra so bili 1. in 2. bataljon 9. pehotnega polka ter 2. bataljon 23. pehotnega polka le na polovici moči. 1. bataljon 23. pehotnega polka je bil obkoljen blizu hriba 209. Divizijsko poveljstvo je poslalo rešilno enoto (3. bataljon 38. pehotnega polka); kljub temu, da so naleteli na močne sovražnikove sile in da je bil v prvem spopadu ranjen poveljnik, so uspeli rešiti obkoljeni bataljon. Bataljona (od 1100 pripadnikov obkoljenega bataljona je preživelo le 600) sta nato skupaj zavarovala strateški hrib 209.
Divizijsko poveljstvo je spoznalo, da mora preoblikovati notranjo strukturo, da bo uspešno vzdržala sovražnikov pritisk. Celotno divizijo so tako razdelili na dve bojni skupini.
2. septembra so diviziji dodelili 1. brigado marincev, s katero so okrepili položaje in omogočili izvedbo protinapada. Naslednji dan so izvedli uspešen protinapad, ki je za nekaj časa zaustavil severnokorejsko napredovanje. 4. septembra so dokončno zaustavili severnokorejsko ofenzivo, saj so jih prisilili v defenzivno bojevanje. Kljub temu je bila divizija v slabem stanju, saj je primanjkovalo vojakov in predvsem strelivo. Istega dne so ugotovili, da se je v ameriškemu zaledju – na hribu 285 – vkopala 300 mož močna severnokorejska enota. Le-ta je pozneje napadla tudi štab 38. pehotnega polka, zato je polk poslal v boj četo G; razvila se je ena najbolj zagrizenih bitk korejske vojne: Američani so trikrat napadli sovražnikove položaje in šele v zadnjem poskusu uspeli streti obrambo.
5. septembra je divizija oblikovala Task Force Haynes in ponovno izvedla protinapad; pri tem so zavrnili severnokorejski napad več kot 3.000 vojakov.
Divizija je oblikovala svojo (proti)gverilsko enoto – Task Force Duncan, ki je imela nalogo varovati cesto Yongsan–Changing in iz tega področja izgnati severnokorejske gverilce. Druga podobna enota je bila Task Force Sand Flush.
12. septembra so opazili, da sovražnik ponovno zbira sile, hkrati pa so od 8. armade prejeli ukaz, da naj čez 4 dni izvedejo ofenzivo. V tem času je divizija zbirala potrebno strelivo in iskala zamenjave za padle oz. ranjene vojake. Ofenziva naj bi potekala vzdolž osi Taegu–Kumchon–Taejon–Suwon. 
Leta 1950 je pričel delovati program KATUSA (Korejska dopolnitev Kopenske vojske ZDA), ki deluje še danes. ZDA in Južna Koreja sta podpisali sporazum, s katerim so dodatno okrepili ameriške vojaške enote s posebej izurjenimi južnokorejskimi vojaki; maja 2006 je bilo tako v sestavi 2. pehotne divizije okoli 1.100 južnokorejskih vojakov, ki večinoma opravlja naloge tankovskih posadk, artilerijskih posadk, administrativnih specialistov, prevajalcev, …
Noč pred začetkom ofenzive so izvedeli, da so marinci izvedli uspešno izkrcanje pri Inčonu, zaradi česar je morala pri Američanih zelo narasla. Zjutraj, na dan operacije, pa je divizija izvedela, da ne bo imela zračne podpore. Ob 7:00 se je pričela prva večja zavezniška operacija. Severnokorejske enote so se zagrizeno branile, zaradi česar je divizija doživela hude izgube in hkrati porabila že tako malo zalogo artilerijskega streliva. 17. septembra je pričela obramba popuščati. Naslednji dan so elementi 38. pehotnega polka, kot prva enota OZN, prečkali reko Naktong in vzpostavili mostišče. 
20. septembra so inženirci postavili mostove in s tem odprli dotok novih vojakov preko reke, s čimer so še okrepili nadaljnje ofenzivno delovanje. 23. septembra so Američani razbili severnokorejsko zaščitnico, ki se je umikala severno in zahodno od Hyopchona; istega dne se je v mestu nastanilo divizijsko poveljstvo. 65. pehotni polk je 27. septembra dokončno uničil sovražnikove položaje na hribu 409 in tako uničil zadnjo organizirano severnokorejsko enoto vzhodno od Naktonga. 1. oktobra je EUSAK sporočil, da so uničili vse severnokorejske enote v Južni Koreji. 
10. oktobra so divizijo umaknili iz fronte in jo poslali na področje Suwon-Yongdongpo, kjer se je spočila, opremila z novo opremo in vključila prispele zamenjave. 
Kot prva enota se je divizija prebila iz pusanskega obroča; tako je predstavljala predhodnico 8. armado v napredovanju proti meji z Mandžurijo. 50 milj pred mejo pa je divizija naletela na prve kitajske enote, s čimer je divizija postala zaščitnica ob umiku armade nazaj proti jugu. Boji okoli Kunu-rija so zahtevali skoraj tretjino divizijske moči, a povzročili so še mnogo večje izgube sovražniku. Kitajsko zimsko ofenzivo so končno zaustavili 31. januarja pri Wonju. Februarja 1951 je sodelovala v dvokraki ofenzivi, pri čemer je zavrnila močan kitajski protinapad v bitkah za Chipyong-ni in za Wonju. S tem je bila rešena fronta Združenih narodov in nadaljevali so splošno ofenzivo. 
Aprila in maja 1951 je divizija sodelovala v zatrtju kitajske spomladanske ofenzive, zaradi česar je prejela predsedniško omembo enote. Pozneje je bila divizija udeležena tudi v bitkah za Bloody Ridge in Heartbreak Ridge. 9. aprila 1954 je bila divizija premaknjena v zaledje in 20. avgusta istega leta se je začela odpravljati nazaj v ZDA. 
Med celotno korejsko vojno je v bojih padlo 7.094 vojakov 2. divizije, 16.575 pa jih je bilo ranjenih (338 jih je pozneje umrlo za posledicami ran), kar je največje število žrtev med sodobnimi ameriškimi divizijami v vseh vojnah 20. stoletja. Skupaj je divizija izgubila skoraj 15.000 vojakov v prvi in drugi svetovni vojni ter korejski vojni, kar je največ v vseh ameriških divizijah.

### Reorganizacija
Poleti 1954 je bila divizija prepeljana iz Koreje v Fort Lewis (Washington), kjer je ostala samo dve leti, nakar so jo avgusta 1956 premestili na Aljasko. 8. novembra naslednje leto so sporočili, da bo diviziji deaktivirana, toda nekaj mesecev pozneje, spomladi 1958, so preklicali deaktivacijo in jo poslali v Fort Benning (Georgia) na reorganizacijo, pri čemer so uporabili osebje in opremo 10. pehotne divizije, ki se je vračala iz Nemčije. Fort Benning je ostal sedež nove 2. pehotne divizije med letoma 1958 in 1965, ko je divizija izvajala predvsem trenažne naloge. Marca 1962 so divizijo označili kot del Strateškega kopenskega korpusa (STRAC), zaradi česar 
je bila deležna intenzivnejšega urjenja.

### Koreja
Zaradi formacije 1. konjeniške divizije (zračnomobilne) v Fort Benningu leta 1965 so bile divizijske enote 2. pehotne divizije dodeljene novoustanovljeni diviziji, medtem ko je stara 1. konjeniška divizija v Koreji dobila naziv 2. pehotne divizije; tako se je divizija formalno vrnila v Korejo julija 1965. Ker so severnokorejske sile pričele s čezmejnimi vpadi in drugimi izzivalnimi incidenti, so prestavili dvizijo bližje korejski demilitarizirani coni. 2. novembra 1966 so vojaki 1. bataljona 23. pehotnega polka padli v severnokorejsko zasedo in bili pobiti. Leta 1967 je divizija v obmejnih spopadih izgubila 16 vojakov.
Leta 1968 so Severnokorejci obnovili obmejne spopade in naslednje leto so padli 4 vojaki 3. bataljona 23. pehotnega polka. Avgusta 1976 je divizija sodelovala v operaciji Bunyan.
V 90. letih 20. stoletja so pričeli z večjim gradbenim in obnovitvenim projektom, s katerim so hoteli izboljšati življenjske in delovne razmere vojakov. Med drugim so tako zgradili tudi novo trenažno območje (med kampoma Casey in Hovey); le-ta šola je tako edina zračnodesantna šola Kopenske vojske ZDA, ki se nahaja v tujini.
Večina 2. pehotne divizije je še danes nameščena v Koreji, pri čemer uporablja več baz vzdolž meje. Poveljstvo divizije je nastanjeno v Kampu Rdeči oblak (Uijongbu); preostale divizijske enote so nameščene še v: Camp Casey, Camp Castle, Camp Greaves, Camp Hovey, Camp Stanley in Camp Humphreys.

### 3. brigada
3. divizijska brigada ni bila nameščena v Južni Koreji, ampak je bila nastanjena v Fort Lewisu (Washington), kjer je bila kot prva brigada preoblikovana v Stryker brigadno bojno skupino.

### Iraška vojna
Pozno spomladi 2004 je večina pripadnikov 2. brigadne bojne skupine dobila obvestilo, da bodo poslani v Irak. Za bojno službo so tako aktivirali naslednje divizijske enote: 1. bataljon 503. pehotnega polka (zračnodesantni), 1. bataljon 506. pehotnega polka (zračnodesantni), 2. bataljon 17. poljskega artilerijska polka, 1. bataljon 9. pehotnega polka (mehanizirani), 44. inženirski bataljon, 2. prednji podporni bataljon, četa A 102. vojaškoobveščevalnega bataljona, četa B 122. komunikacijskega bataljona in deli 2. skvadrona 72. oklepnega polka. V zelo kratkem času so tako morali vojaki prestopiti iz defenzivne naravnanosti v bolj ofenzivno in se pripraviti na bojevanje v puščavskih in urbanih razmerah. Avgusta 2004 je bila brigada prestavljena v Irak.
Po prihodu v Irak je bila brigada poslana v okolico Faludže, kjer je postala odgovorna za zaščito juga in zahoda. Toda zaradi vse večjih napadov upornikov je brigada pričela patruljirati tudi po samem mestu. Pozneje je prevzela še nadzor nad vzhodnim delom mesta Ar-Ramadi. Brigadne enote so bile razporejene v več bazah: brigadno poveljstvo, 2. bataljon 17. poljskega artilerijskega polka, 1. bataljon 9. pehotnega polka, 44. inženirski bataljon, četa A 102. vojaškoobveščevalnega bataljona, četa B 122. komunikacijskega bataljona in (medicinska) četa C 2. prednjega podpornega bataljona so bili nastanjeni v Camp Junction City; 1. bataljon 503. pehotnega polka je bil nameščen v Combat Outpostu; 1. bataljon 506. pehotnega polka je bil nameščen v Habbiniji in preostanek 2. prednjega podpornega bataljona je bil nameščen v Al-Taqaddumu.
Brigada v tem času ni spadala pod operativno poveljstvo 2. pehotne divizije, ampak je bila podrejena divizijama marincev: prvih šest mesecev 1. diviziji marincev in zadnjih šest mesecev 2. diviziji marincev. 
Julija 2005 je brigada pričela odhajati iz Iraka, pri čemer jo je nadomestila 3. pehotna divizija; namesto v Južno Korejo so brigado poslali neposredno v Fort Carson, Kolorado.

## Pripadniki
Divizijski poveljniki
| Brigadni general Charles A. Doyen oktober 1917 – november 1917 Generalmajor Omar Bundy november 1917 – julij 1918 Generalmajor James G. Harbord julij 1918 – avgust 1918 Generalmajor John Archer Lejeune avgust 1918 – december 1919 Polkovnik Harry A. Eaton december 1919 – marec 1920 Generalmajor James G. Harbord marec 1920 – julij 1921 Generalmajor John L. Hines julij 1921 – marec 1922 Brigadni general Edward M. Lewis marec 1922 – maj 1923 Brigadni general Dennis L. Nolan maj 1923 – september 1923 Generalmajor Ernest Hinds september 1923 – maj 1925 Generalmajor Paul B. Malone maj 1925 – september 1926 Generalmajor William D. Connor september 1926 – januar 1928 Brigadni general Thomas G. Donaldson januar 1928 – maj 1928 Brigadni general Albert J. Bonley maj 1928 – december 1933 Generalmajor Halstead Dorey december 1933 – oktober 1934 Brigadni general Charles Howland oktober 1934 – april 1935 Generalmajor Frank C. Bolles april 1935 – oktober 1935 Brigadni general Alexander T. Overshine oktober 1935- april 1936 Generalmajor Charles E. Kilbourne april 1936 – junij 1936 Generalmajor Herbert J. Brees junij 1936 – oktober 1936 Generalmajor James K. Parsons oktober 1936 – maj 1938 Generalmajor Frank W. Rowell maj 1938 – marec 1939 Generalmajor William K. Krueger marec 1939 – oktober 1940 Generalmajor James L. Collins oktober 1940 – marec 1941 Brigadni general Edmund L. Daley marec 1941 – april 1941 Brigadni general John Greely april 1941 – november 1941 Generalmajor C. W. Lee november 1941 – maj 1942 Generalmajor Walter M. Robertson maj 1942 – junij 1945 Brigadni general William K. Harrison junij 1945 – september 1945 Generalmajor Edward M. Almond september 1945 – maj 1946 Generalmajor Paul W. Kendall maj 1946 - julij 1948 Generalmajor Harry J. Collins julij 1948 – april 1950 Generalmajor Lawrence B. Keiser april 1950 – december 1950 Generalmajor Robert B. McClure december 1950 – januar 1951 Generalmajor Clark L. Ruffner januar 1951 – avgust 1951 Brigadni general Thomas F. Deshazo avgust 1951 – september 1951 Generalmajor Robert N. Young september 1951 – maj 1952 Generalmajor James C. Fry maj 1952 – maj 1953 Generalmajor William L. Barriger maj 1953 – marec 1954 Generalmajor John F. R. Seitz marec 1954 – avgust 1954 Generalmajor Robert L. Howze mlajši avgust 1954 – september 1954 Generalmajor Thomas S. Timberman september 1954 – avgust 1955 Generalmajor Paul L. Freeman mlajši avgust 1955 – avgust 1956 Generalmajor James F. Collins avgust 1956 – februar 1957 Brigadni general John F. Ruggles februar 1957 – februar 1957 | Generalmajor Gilman O. Mudgett februar 1957 – junij 1958 Brigadni general Miller O. Perry junij 1958 – julij 1958 Generalmajor Robert H. Wienecke julij 1958 – februar 1958 Brigadni general Miller O. Perry februar 1960 – februar 1960 Brigadni general William L. Hardick februar 1960 – marec 1960 Generalmajor Frederick W. Gibb marec 1960 – junij 1961 Brigadni general William L. Hardick junij 1961 – julij 1961 Brigadni general Charles H. White julij 1961 – avgust 1961 Brigadni general Royal Reynolds avgust 1961 – avgust 1961 Generalmajor Charles H. Chase avgust 1961 – september 1962 Generalmajor Charles Billengslea september 1962 – september 1964 Generalmajor John H. Chiles september 1964 – julij 1965 Generalmajor Hugh M. Exton julij 1965 – avgust 1965 Brigadni general Robert R. Williams avgust 1965 – avgust 1965 Generalmajor John H. Chiles avgust 1965 – julij 1966 Generalmajor George B. Pickett mlajši julij 1966 – maj 1967 Generalmajor Frank C. Izenour maj 1967 – junij 1968 Generalmajor Leland G. Cagwin junij 1968 – september 1969 Generalmajor Salve H. Matheson september 1969 – oktober 1970 Generalmajor G. H. Woodward oktober 1970 – oktober 1971 Generalmajor Jeffery C. Smith oktober 1971 – maj 1973 Generalmajor Henry E. Emerson maj 1973 – maj 1975 Generalmajor J. R. Thurman maj 1975 – junij 1976 Generalmajor Morris J. Brady junij 1976 – januar 1978 Generalmajor David E. Grange januar 1978 – junij 1979 Generalmajor Robert C. Kingston junij 1979 – junij 1981 Generalmajor James H. Johnson junij 1981 – november 1982 Brigadni general Lee D. Brown november 1982 – december 1982 Brigadni general Harison H. Williams december 1982 – december 1982 Generalmajor James H. Johnson december 1982 – julij 1983 Generalmajor Henry Doctor julij 1983 – avgust 1985 Generalmajor Gary E. Luck avgust 1985 – december 1986 Generalmajor Jack B. Farris december 1986 – junij 1988 Generalmajor Jack D. Woodall junij 1988 – november 1989 Generalmajor Caryl G. Marsh november 1989 – junij 1991 Generalmajor James T. Scott junij 1991 – maj 1993 Generalmajor John N. Abrams maj 1993 – marec 1995 Generalmajor Tommy R. Franks marec 1995 – maj 1997 Generalmajor Michael B. Sherfield maj 1997 – september 1998 Generalmajor Robert F. Dees september 1998 - september 2000 Generalmajor Russel L. Honoré september 2000 - julij 2002 Generalmajor John R. Wood julij 2002 - september 2004 Generalmajor George A. Higgins september 2004 - maj 2006 Generalmajor James A. Coggin maj 2006 - november 2007 Generalmajor John W. Morgan III. november 2007 - danes |

## Odlikovanja
Prva svetovna vojna
- Croix de Guerre (Francija)[4]

Druga svetovna vojna
Med drugo svetovno vojno je divizija oz. pripadniki prejeli naslednja odlikovanja:
1. Častna omemba enote: 16
2. Medalja časti: Alvin P. Carey, Richard Eller Cowan, Truman Kimbro, Jose M. Lopez, John J. McVeigh, William A. Soderman[8]
3. Zaslužni križec: 34
4. Zaslužna medalja: 1
5. Srebrna zvezda: 741
6. Legija za zasluge: 25
7. Vojakova medalja: 14
8. Bronasta zvezda: 5.530
9. Letalska medalja: 89

Korejska vojna
Med korejsko vojno je 18 pripadnikov prejelo medaljo časti: Loren R. Kaufman, Edward C. Krzyzowski, Joseph R. Ouellette, David M. Smith, Luther H. Story, Travis E. Watkins, Junior D. Edwards, Hubert L. Lee, Herbert K. Pililaau, John A. Pittman, William S. Sitman, Tony K. Burris, Frederick F. Henry, Charles R. Long, Ronald E. Rosser, Lee R. Hartell, Charles W. Turner, Ernest R. Kouma.
Iraška vojna
Med iraško vojno je specialist Christopher B. Waiters postal 18. prejemnik zaslužnega križca po vietnamski vojni.
Koreja
Divizija je prejela tudi 5 južnokorejskih predsedniških omemb enot.

## Organizacija
Prva svetovna vojna
- 3. brigada

- 9. pehotni polk
- 23. pehotni polk
- 5. mitralješki bataljon

- 4. marinska brigada

- 5. marinski polk
- 6. marinski polk
- 6. mitralješki bataljon (marinski)

- 2. poljska artilerijska brigada

- 12. poljski artilerijski polk (75mm topovi)
- 15. poljski artilerijski polk (75mm topovi)
- 17. poljski artilerijski polk (155mm havbice)

- 2. jarkovna minometna baterija
- Divizijske enote

- 4. mitralješki bataljon
- 2. inženirski polk
- 1. poljski komunikacijski bataljon
- Štabne enote
- Oskrbovalne enote

Druga svetovna vojna
- Štab
- 9. pehotni polk
- 23. pehotni polk
- 38. pehotni polk
- 2. izvidniški trop (mehanizirani)
- 2. inženirski bojni bataljon
- 2. medicinski bataljon
- 15. poljski artilerijski bataljon (105mm havbice)
- 37. poljski artilerijski bataljon (105mm havbice)
- 38. poljski artilerijski bataljon (105mm havbice)
- 12. poljski artilerijski bataljon (155mm havbice)
- 702. lahka vzdrževalna četa
- 2. oskrbovalna četa
- 2. komunikacijska četa
- Vod vojaške policije
- Prištabna četa
- Orkester

Korejska vojna (junij 1952) 
- Štab
- 9. pehotni polk
- 23. pehotni polk
- 38. pehotni polk
- 15. poljski artilerijski bataljon (105mm havbice)
- 37. poljski artilerijski bataljon (105mm havbice)
- 38. poljski artilerijski bataljon (105mm havbice)
- 12. poljski artilerijski bataljon (155mm havbice)
- 72. oklepni bataljon
- 2. izvidniška četa
- 82. protioklepni artilerijski bataljon
- 702. lahka vzdrževalna četa
- 2. oskrbovalna četa
- 2. komunikacijska četa
- 2. medicinski bataljon
- 2. vojaškopolicijska četa
- Prištabna četa
- Orkester

31. December 2000
- Štab

- Orkester
- 122. komunikacijski bataljon
- 102. vojaškoobveščevalni bataljon
- 5. bataljon, 5. zračnoobrambni artilerijski polk
- 2. vojaškopolicijska četa

- Aviacijska brigada

- 1. bataljon, 2. aviacijski polk
- 2. bataljon, 2. aviacijski polk
- 4. skvadron, 7. konjeniški polk

- 1. brigada

- 1. bataljon, 72. oklepni polk
- 2. bataljon, 72. oklepni polk
- 2. bataljon, 9. pehotni polk (mehanizirani)

- 2. brigada

- 1. bataljon, 503. pehotni polk
- 1. bataljon, 506. pehotni polk
- 1. bataljon, 9. pehotni polk (mehanizirani)

- Inženirska brigada

- 2. inženirski bataljon
- 44. inženirski bataljon
- 168. inženirski bataljon

- Divizijsko podporno poveljstvo

- 2. podporni bataljon
- 296. podporni bataljon
- 302. podporni bataljon
- 602. podporni bataljon
- 702. podporni bataljon

- Divizijska artilerija

- 1. bataljon, 15. poljski artilerijski polk
- 2. bataljon, 17. poljski artilerijski polk
- 6. bataljon, 27. poljski artilerijski polk
- 1. bataljon, 37. poljski artilerijski polk
- 6. bataljon, 37. poljski artilerijski polk
- Baterija A, 38. poljski artilerijski polk
- Baterija F, 26. poljski artilerijski polk

- 3. brigada (IBCT)

- četa C, 1. bataljon, 52. pehotni polk
- 1. skvadron, 14. konjeniški polk
- 5. bataljon, 20. pehotni polk (mehanizirani)
- 1. bataljon, 23. pehotni polk (mehanizirani)
- 1. bataljon, 3. pehotni polk (mehanizirani)
- 18. inženirska četa (bojna)
- 334. komunikacijska četa
- 209. vojaškoobveščevalna četa
- Baterija C, 5. bataljon, 5. zračnoobrambni artilerijski polk

Trenutna sestava
- 1. težka brigadna bojna skupina

- 2. bataljon, 9. pehotni polk
- 1. bataljon, 72. oklepni polk
- 4. skvadron, 7. konjeniški polk
- 1. bataljon, 15. poljski artilerijski polk
- 302. brigadni podporni bataljon
- 1. brigadni bataljon specialnih enot

- 2. brigada

- Štabna četa
- 2. bataljon, 1. pehotni polk
- 1. bataljon, 17. pehotni polk
- 4. bataljon, 23. pehotni polk
- 8. skvadron, 1. konjeniški polk
- 2. bataljon, 17. poljski artilerijski polk
- 2. podporni bataljon
- četa A, 52. pehotni polk
- 562. inženirska četa
- 21. komunikacijska četa
- 572. vojaškoobveščevalna četa

- 3. brigada

- Štabna četa
- 2. bataljon, 3. pehotni polk
- 5. bataljon, 20. pehotni polk
- 1. bataljon, 23. pehotni polk
- 1. skvadron, 14. konjeniški polk
- 1. bataljon, 37. poljski artilerijski polk
- 296. brigadni podporni bataljon
- Četa C, 52. pehotni polk
- 18. inženirska četa
- 334. komunikacijska četa
- 209. vojaškoobveščevalna četa

- 4. brigada

- Štabna četa
- 4. bataljon, 9. pehotni polk
- 2. bataljon, 23. pehotni polk
- 1. bataljon, 38. pehotni polk
- 2. skvadron, 1. konjeniški polk
- 2. bataljon, 12. poljski artilerijski polk
- 702. podporni bataljon
- Četa F, 52. pehotni polk
- 38. inženirska četa
- 472. komunikacijska četa
- 45. vojaškoobveščevalna četa

- Bojna aviacijska brigada

- Štab in prištabna četa
- 1. bataljon, 2. aviacijski polk
- 2. bataljon, 2. aviacijski polk
- 3. bataljon, 2. aviacijski polk
- 4. bataljon, 2. aviacijski polk
- 602. aviacijski podporni bataljon

2010
- Štab
- 4 manevrske brigade

- 1. Stryker brigadna bojna skupina
- 2. Stryker brigadna bojna skupina
- 3. Stryker brigadna bojna skupina
- 1. brigadna bojna skupina